# Irwin Winkler
Irwin Winkler (Nova York, 23 de maig de 1931) és un director, guionista i productor estatunidenc, guanyador de l'Oscar a la millor pel·lícula per Rocky (1976) i del BAFTA a la millor pel·lícula per Goodfellas (1990). Ha dirigit pel·lícules com The net (La xarxa) (1995), At First Sight (1999), Life as a House (2001) o De-Lovely (2004).

## Biografia
Irwin Winkler va néixer el 23 de maig de 1931 a la ciutat de Nova York, Estats Units. Fill de Sol i Anna Winkler. Més tard va servir en l'O.S. Army i es va casar amb Margo Melson en 1959, amb la qual va tenir tres fills en comú: Adam, Charles i David, aquests dos últims també directors cinematogràfics.

## Carrera
Winkler ha desenvolupat la seva carrera en diferents aspectes cinematogràfics, com a director, guionista i productor.
En la seva carrera com a director destaquen pel·lícules com The Net (1995), protagonitzada per Sandra Bullock i que va ser un dels majors èxits comercials de la seva carrera i de la qual també va exercir de productor. Anys més tard va dirigir At First Sight (1999), protagonitzada per Val Kilmer i Mira Sorvino; Life as a House (2001) amb Kevin Kline, Kristin Scott Thomas i Hayden Christensen i que li va suposar nombrosos premis a Christensen, com el Globus d'Or al millor actor de repartiment. També va dirigir el musical De-lovely (2004), prtagonizado per Ashley Judd i, de nou, Kevin Kline.
En la seva faceta de guionista ha escrit els llibrets de cintes com Guilty by Suspicion (1991) protagonitzada per Robert De Niro i Annette Bening; va descriure la història de Retorn a l'infern (Home of the Brave) (2006), també dirigida per ell, amb Samuel L. Jackson i Jessica Biel i va escriure alguns dels episodis de la sèrie de televisió The Net (1998).
En la seva faceta com a productor Winkler ha assolit nombrosos èxits de crítica i de taquilla. A més de guanyar l'Oscar a la millor pel·lícula per Rocky (1976), protagonitzada per Sylvester Stallone, també va produir les seves nombroses seqüeles, per la quarta i la cinquena seqüela va rebre una nominació al Razzie a la pitjor pel·lícula. Més tard arribaria un nou èxit de la mà de Goodfellas (1990) per la qual va guanyar el BAFTA a la millor pel·lícula i que és considerada una de les millors pel·lícules de la història del cinema i va obtenir un gran reconeixement per part de la crítica. També va participar en les tasques de producció de films com The Juror (1996), amb Demi Moore; The Shipping News (2001), amb Kevin Spacey, Julianne Moore i Judi Dench o Enough (2002), amb Jennifer Lopez.
A més Winkler ha rebut nombroses nominacions i premis, com són l'obtenció de l'estrella en el Passeig de la Fama de Hollywood el 28 d'abril del 2000, candidat a la Palma d'Or en el Festival de Cinema de Cannes per Guilty by Suspicion (1991) o ser guanyador en el Hollywood Film Festival del premi d'honor a tota una carrera en les tasques de producció.

## Filmografia com a director
| Any  | Pel·lícula                                      |
| ---- | ----------------------------------------------- |
| 1991 | Acorralat per la justícia (Guilty by Suspicion) |
| 1992 | La nit i la ciutat (Night and the City)         |
| 1995 | The net (La xarxa) (The Net)                    |
| 1999 | At First Sight                                  |
| 2001 | Life as a House                                 |
| 2004 | De-Lovely                                       |
| 2006 | Home of the Brave                               |

## Filmografia com a productor
- Filmografia destacada com a productor.

| Any  | Pel·lícula         |
| ---- | ------------------ |
| 1974 | The Gambler        |
| 1976 | Rocky              |
| 1979 | Rocky II           |
| 1982 | Rocky III          |
| 1985 | Rocky IV           |
| 1990 | Goodfellas         |
| 1990 | Rocky V            |
| 1992 | Night and the City |
| 1995 | The Net            |
| 1996 | The Juror          |
| 1999 | At First Sight     |
| 2001 | Life as a House    |
| 2001 | The Shipping News  |
| 2002 | Enough             |
| 2004 | De-Lovely          |
| 2006 | Home of the Brave  |
| 2006 | Rocky Balboa       |
| 2010 | The Mechanic       |
| 2010 | Silence            |

## Premis

### Oscar
| Any  | Categoria                    | Pel·lícula      | Resultat  |
| ---- | ---------------------------- | --------------- | --------- |
| 1991 | Oscar a la millor pel·lícula | Goodfellas      | Candidat  |
| 1984 | Oscar a la millor pel·lícula | The Right Stuff | Candidat  |
| 1981 | Oscar a la millor pel·lícula | Raging Bull     | Candidat  |
| 1977 | Oscar a la millor pel·lícula | Rocky           | Guanyador |

### Premis BAFTA
| Any  | Categoria                    | Pel·lícula | Resultat  |
| ---- | ---------------------------- | ---------- | --------- |
| 1991 | BAFTA a la millor pel·lícula | Goodfellas | Guanyador |